# Jean-Claude Nallet
Jean-Claude Nallet (ur. 15 marca 1947 w Champdor, zm. 19 sierpnia 2023 w Mont-Saint-Aignan) – francuski lekkoatleta, sprinter i płotkarz, wielokrotny medalista mistrzostw Europy.
Na Europejskich Igrzyskach Juniorów w 1966 w Odessie zdobył srebrny medal w biegu na 200 metrów i złoty w sztafecie 4 × 100 metrów. W tym samym roku na Mistrzostwach Europy w Budapeszcie został brązowym medalistą w biegu na 200 metrów, a w sztafecie 4 × 400 metrów zajął wraz z kolegami 4. miejsce. Zwyciężył w biegach na 200 metrów i 400 metrów w finale pucharu Europy w 1967 w Kijowie. Na igrzyskach olimpijskich w 1968 w Meksyku odpadł w półfinale biegu na 400 metrów, a w sztafecie 4 × 400 metrów reprezentacja Francji z Nalletem w składzie zajęła 8. miejsce. Na Mistrzostwach Europy w 1969 w Atenach Nallet zdobył srebrny medal w biegu na 400 metrów (za Janem Wernerem, a przed Stanisławem Grędzińskim), a w sztafecie 4 × 400 metrów złoty (sztafeta francuska biegła w składzie: Gilles Bertould, Christian Nicolau, Jacques Carette i Nallet).
Od 1970 Nallet zaczął specjalizować się w biegu na 400 metrów przez płotki. Zwyciężył w tej konkurencji w finale Pucharu Europy w 1970 w Sztokholmie, a na 400 metrów był drugi. Na mistrzostwach Europy w 1971 w Helsinkach zdobył tytuł mistrzowski na 400 metrów przez płotki, a sztafeta 4 × 400 metrów z nim w składzie zajęła 6. miejsce. Na mistrzostwach Europy w 1974 w Rzymie Nallet został wicemistrzem na 400 metrów przez płotki (za Alanem Pascoe z Wielkiej Brytanii) oraz zajął 4. miejsce w sztafecie 4 × 400 metrów. Zwyciężył w biegu na 400 metrów przez płotki i zdobył srebrny medal w sztafecie 4 × 400 metrów (w składzie: Roqui Sanchez, Francis Kerbiriou, Francis Demarthon i Nallet) na igrzyskach śródziemnomorskich w 1975 w Algierze.
Na igrzyskach olimpijskich w 1976 w Montrealu odpadł w półfinale biegu na 400 metrów przez płotki. Na swych piątych mistrzostwach Europy w 1978 w Pradze zajął 6. miejsce w finale tej konkurencji. Po sezonie 1979 zakończył karierę.
Nallet był mistrzem Francji w biegu na 400 metrów w latach 1968–1971 oraz w biegu na 400 metrów przez płotki w 1975 i 1978, wicemistrzem w biegu na 200 metrów w 1966, 1967 i 1970 oraz w biegu na 400 metrów przez płotki w 1974 i 1978, a także brązowym medalistą w biegu na 400 metrów w 1977.
Był trzykrotnym rekordzistą Francji w biegu na  400 metrów do czasu 45,1 uzyskanego 19 lipca 1970 w Colombes, dwukrotnym w biegu na 400 metrów przez płotki do czasu 48,94 (4 września 1974 w Rzymie) i trzykrotnym w sztafecie 4 × 400 metrów do wyniku 3:02, osiągniętego 20 września 1969 w Atenach.